# Successful Mission
Successful Mission è un brano musicale di Megumi Hayashibara, scritto da Sato Hidetoshi, Yabuki Toshio e dalla stessa Hayashibara, e pubblicato come singolo il 23 ottobre 1996 dalla Starchild Records. Il brano è stato incluso nell'album della Hayashibara Iráváti. Il singolo raggiunse la settima posizione della classifica settimanale Oricon, e rimase in classifica per sette settimane, vendendo 139 120 copie. Successful Mission è stato utilizzato come sigla d'apertura della serie televisiva anime Saber Marionette J, in cui la Hayashibara doppia il personaggio di Lime, protagonista dell'anime, mentre il lato B I'll be there è usato come sigla di chiusura. Il brano è stato oggetto di cover da parte di Masami Okui.

## Tracce
CD singolo KIDA-138
1. Successful Mission - 4:08
2. I'll be there - 5:25
3. Successful Mission (Off Vocal Version) - 4:08
4. I'll be there (Off Vocal Version) - 5:25

Durata totale: 19:16

## Classifiche
| Classifica (1996)                        | Posizione più alta |
| ---------------------------------------- | ------------------ |
| Giappone (Classifica settimanale Oricon) | 7                  |